# Ignacio Ambríz
Ignacio « Nacho » Ambríz (né le 17 février 1965 à Mexico) est un ancien footballeur mexicain
au poste de défenseur central. Il a représenté l'équipe du Mexique à 64 reprises (6 buts) entre 1992 et 1995. Il a notamment participé à la coupe du monde 1994.
Après sa carrière de joueur, il a été adjoint de l'entraîneur du club espagnol d'Osasuna, son compatriote Javier Aguirre.

## Palmarès joueur
- Gold Cup 1993

## Palmarès entraineur
- Ligue des Champions de la CONCACAF en 2016